# مارگارت بورگوندی، ملکه فرانسه
مارگارت بورگوندی (فرانسوی: Marguerite; ۱۲۹۰–۳۰ آوریل ۱۳۱۵) ملکه فرانسه و ناوار به عنوان همسر اول لوئی دهم، پادشاه فرانسه بود. با این حال، او در تمام مدت سلطنت خود در فرانسه در زندان بود.

## زندگی
مارگارت در سال ۱۲۹۰ میلادی به دنیا آمد. او دومین دختر روبر دوم، دوک بورگوندی (۱۲۴۸–۱۳۰۶) و آگنس فرانسه، دوشس بورگوندی (۱۲۶۰–۱۳۲۷)، دختر کوچکتر لوئی نهم، پادشاه فرانسه و مارگارت پرووانسی بود. به این ترتیب، او یکی از اعضای خاندان بورگوندی، شاخه فرعی از دودمان کاپت بود.
در سال ۱۳۰۵، مارگارت با پسرعموی اول خود، لوئی، ازدواج کرد که تاج ناوار را از مادر متوفی خود، ملکه خوآنای یکم به ارث برده بود. آنها صاحب یک دختر به نام خوآنا (متولد ۱۳۱۲، متوفی ۱۳۴۹) شدند.
در اوایل سال ۱۳۱۴، مارگارت در ماجرای تور دو نسل در یک عمل زنای محصنه دستگیر شد. خواهرشوهرش ایزابلا فرانسوی شاهدی علیه او بود و مارگارت به همراه هم‌عروسش بلانش بورگوندی (همسر شارل چهارم) در شاتو-گیرد زندانی شد.
در نوامبر همان سال، لوئی یکم، پادشاه ناوار به عنوان لوئی دهم بر تاج و تخت فرانسه نشست،  بنابراین مارگارت ملکه فرانسه شد. با این حال، او محبوس ماند، زیرا لوئی نه مجازات او را برای زنا لغو کرد و نه او را به عنوان همسر ملکه تاج گذاری کرد. بدون پاپ فعلی، لوئی هیچ وسیله‌ای برای فسخ ازدواج خود نداشت. ملکه مارگارت پس از درمان ضعیف در زندان، سرما خورد و در سال ۱۳۱۵ درگذشت،  اگرچه منبع دیگری بیان می‌کند که او را خفه کردند. 

## میراث
دختر مارگارت، خوآنا، بعدها به عنوان خوآنای دوم، ملکه ناوار (۱۳۱۱–۱۳۴۹)، ملکه ناوار شد. پدر او به دلیل زنای ادعایی مادرش مورد تردید بود. در نهایت لوئی در بستر مرگ، رسماً خوآنا را به عنوان دخترش پذیرفت.
در سال ۱۳۶۱، حقوق جانشینی مارگارت در مرگ زودرس فیلیپ یکم، دوک بورگوندی (برادرزاده‌اش) اهمیت یافت، زیرا نزدیک‌ترین وارثان بورگوندی از نوادگان مارگارت و خواهرش، ژوآن بورگوندی، بودند. نوه مارگارت و وارث خوآنا، شارل دوم، پادشاه ناوار بر اساس اولیای خود ادعای دوک‌نشینی کرد، اما پسر ژوآن، ژان دوم، پادشاه فرانسه بر اساس نزدیکی، که یک نسل به دوک‌های بورگوندی نزدیکتر بود. ژان به عنوان پادشاه، به نفع خود حکومت کرد و دوک بورگوندی شد و بعداً دوک‌نشین را به پسرش فیلیپ جسور اعطا کرد.